# UR-77

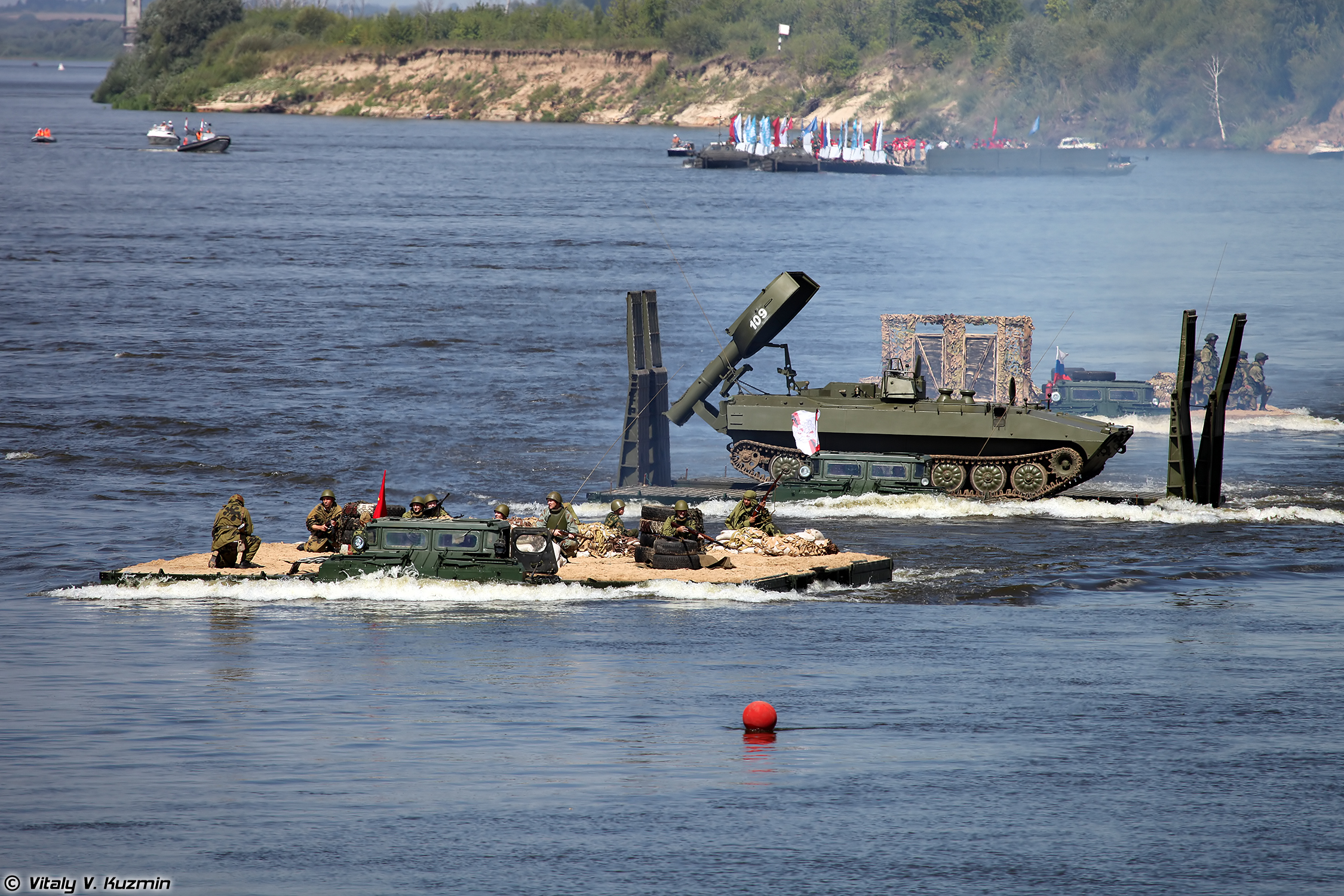
UR-77 sur un pont flottant motorisé de type PMM-2M

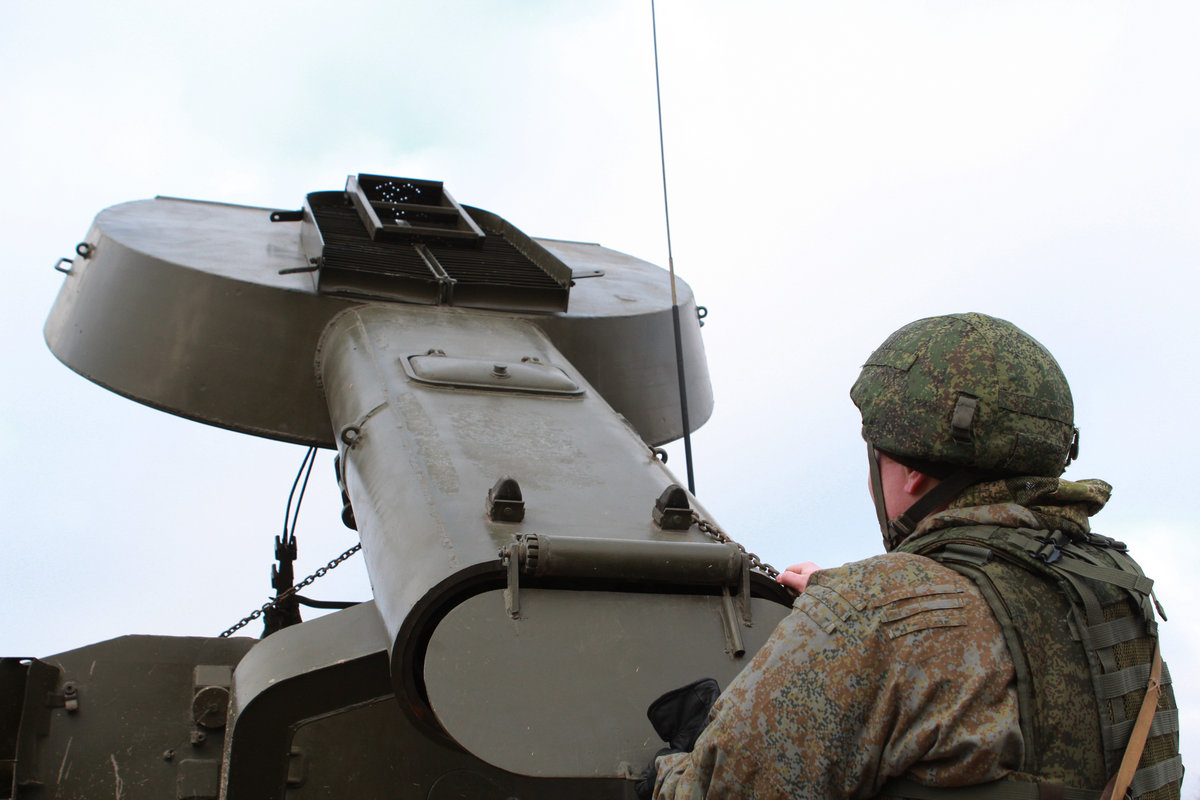
Engin projecteur du Cordon détonant

UR-77 Meteorit (russe : УР-77 «Метеорит») est un char de déminage russe basé sur le châssis du 2S1 Gvozdika.

## Description
Le véhicule est équipé d'un cordon détonant en ligne de déminage. Le lancement des deux lignes se fait en 3 à 5 minutes et le rechargement peut prendre jusqu'à 40 minutes. Le rechargement des cordons s'effectue à l'intérieur du char. C'est un véhicule amphibie et il possède une protection NBC.
Il a été également employé en combat urbain afin d'attaquer une rue entière, par exemple l'armée russe a utilisé l'UR-77 pour du combat rapproché urbain lors de la seconde guerre de Tchétchénie. Mais il est également utilisé lors de la guerre en Syrie ainsi que la guerre en Ukraine depuis 2022 où il est utilisé par les forces russes pour effectuer des missions de déminage et pour détruire des fortifications ennemies.

## Armement
Les charges de déminage sont utilisées comme arme principale. Une installation peut transporter deux charges. Une charge nettoie un rectangle de 90x6 mètres de côté dans un champ de mines. L'installation UR-77 peut utiliser des charges de marque UZ-67, UZP-77 et ZRShch.
| Tableau des différentes charges utilisées par l'UR-77 |                                 |            |                 |             |                        |                       |                          |
| Nom de la charge                                      | Longueur du cordon détonant (m) | Masse (kg) | Type d'explosif | Distance(m) | Longueur de passage(m) | Largeur de passage(m) | Année de mise en service |
| UZ-67                                                 | 83                              | 665        | TNT             | 200/350     | 75/80                  | 6                     | 1967                     |
| UZP-77                                                | 93                              | 725        | PVV-7           | 250/500     | 80/90                  | 6                     | 1977                     |
| ZRSh                                                  | 6                               | 41         | TGAF-25         |             | 100                    | 6                     |                          |

## Opérateurs
- Algérie
- Azerbaïdjan
- Biélorussie
- Russie
- Syrie
- Ukraine